# Ionactis alpina
Ionactis alpina (anteriormente Aster scopulorum) es una especie de planta herbácea perteneciente a la familia de las asteráceas. Es nativa de Norteamérica. 

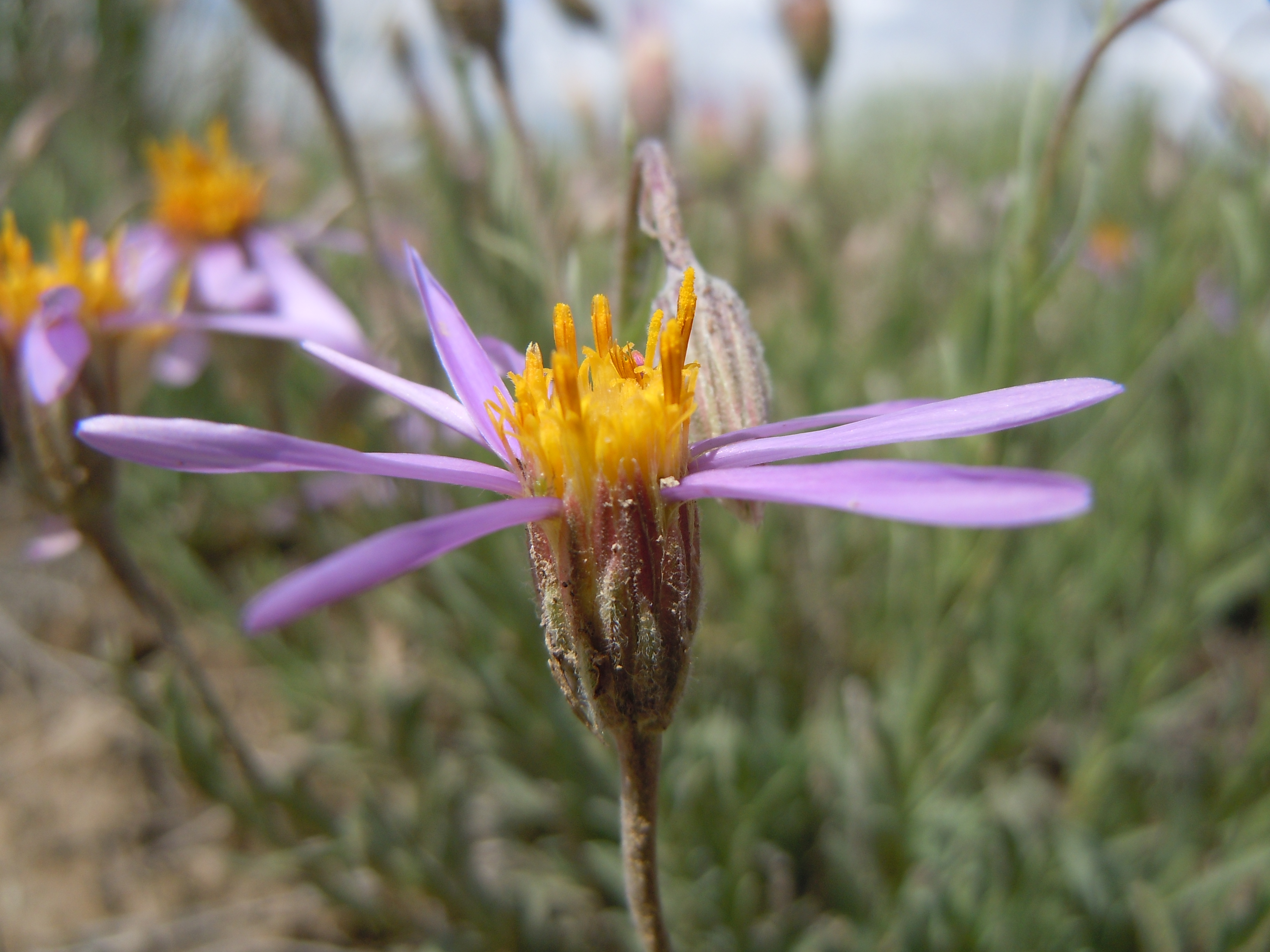
Detalle de la flor

## Descripción
Ionactis alpina es una planta perenne que crece de un sistema radicular y fibroso que produce un tallo erecto, y velloso de 12 centímetros de altura máxima. La mayoría de las hojas son pequeñas en la parte inferior del vástago. Miden hasta un centímetro de largo, son ovales a lanceoladas y puntiagudas, algo rígidas y cubiertas de pelos. La inflorescencia tiene solitarias cabezas de flores con filarios de color púrpura-verde y finas flores liguladas moradas y amarillas. El fruto es un peludo aquenio.

## Distribución y hábitat
Es nativa de Norteamérica occidental desde California a Montana, donde crece en zonas áridas.

## Taxonomía
Ionactis alpina fue descrita por Asa Gray y publicado en Pittonia 3(17C): 245. 1897.
Etimología
Ionactis: nombre genérico que deriva del griego y significa "rayos violeta". 
alpina: epíteto: latino que significa "de la montaña".
Sinonimia
- Aster scopulorum A.Gray
- Chrysopsis alpina Nutt. basónimo
- Diplopappus alpinus (Nutt.) Nutt.
- Leucelene alpina (Nutt.) Greene[3]